# Dilong

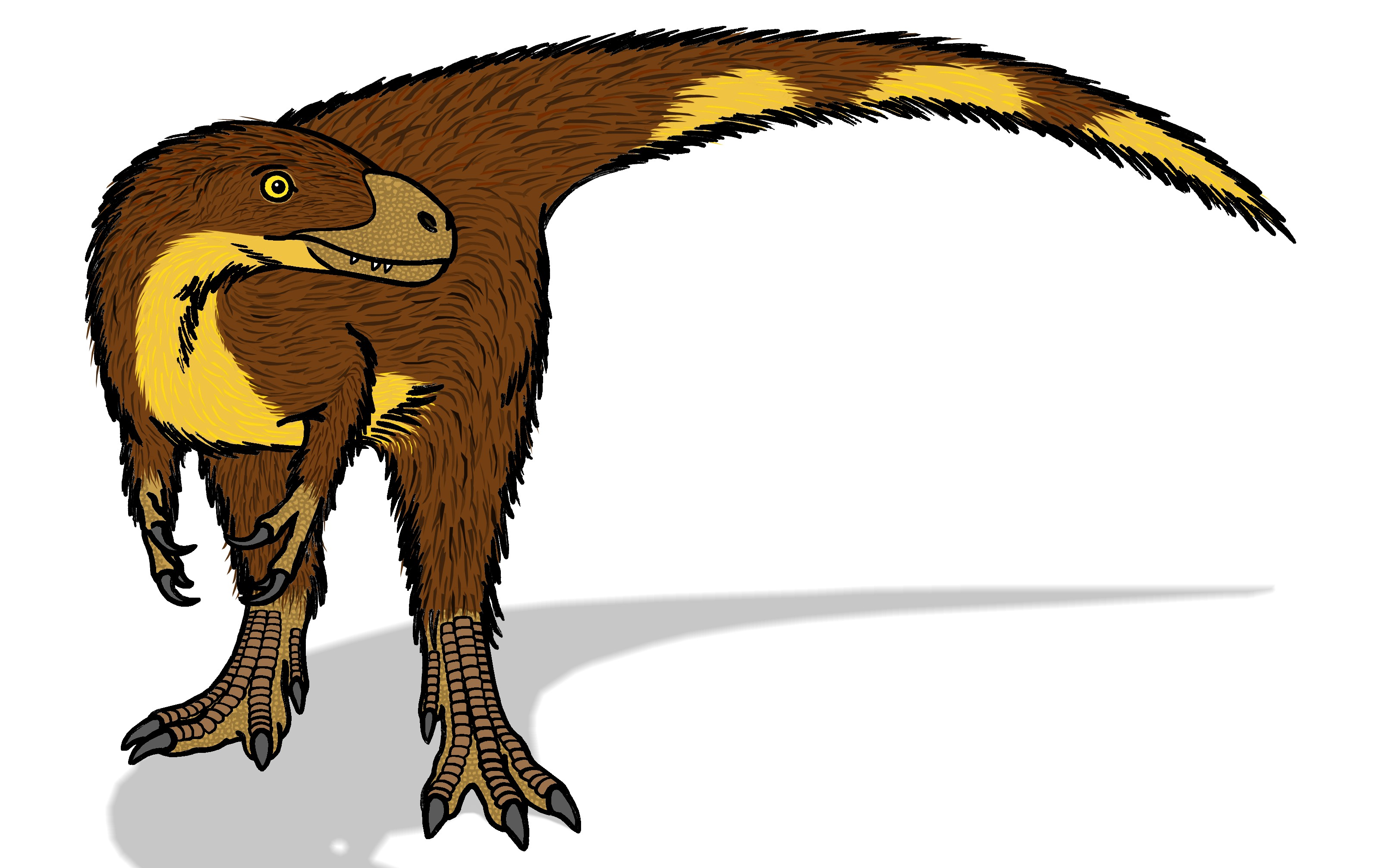
Restaurare

Dilong (帝龍, însemnând „dragonul împărat”) este un gen de dinozaur tyrannosaurid bazal. Singura specie este Dilong paradoxus. A fost găsit în Formația Yixian a Cretacicului timpuriu, lângă Lujiatun, Beipiao, în provincia vestică a Chinei, numită Liaoning. A trăit aproximativ acum 126 de milioane de ani.

## Descoperire
Dilong a fost descris de paleontologul Xu Xing și colegii săi în 2004. Numele său este derivat din chinezul 帝 dì însemnând „împărat” și 龙 / 龍 lóng însemnând „dragon”.  „Di”, „împărat”, se referă la relația de rudenie al acestui animal cu Tyrannosaurus rex, tiranozauridul „rege”. „Long” este folosit pentru a numi dinozaurii chinezi în același mod cum latinul -saur(us) este în vest. Numele speciei, paradoxus, este o latinizare a cuvântului  παράδοξον din greaca antică, însemnând „împotriva înțelepciunii primite”.